# Wienerfilharmonikernas nyårskonsert 1967

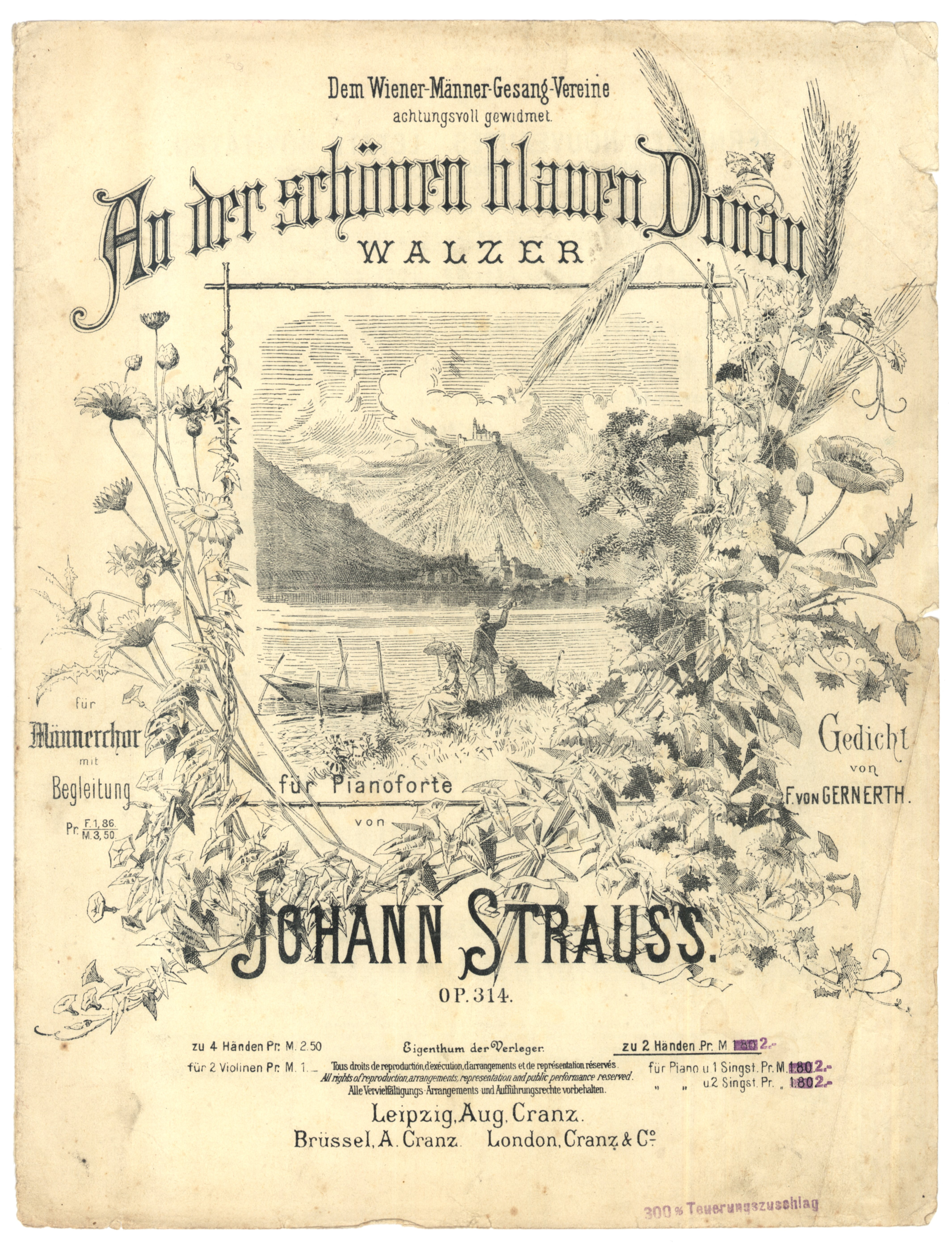
Nyårskonserten 1967 ägnades också åt "Donauvalsens 100 år".

Wienerfilharmonikernas nyårskonsert 1967 räknas som den 27:e nyårskonserten från Wien och ägde rum den 1 januari 1967 i Wiens Musikverein. Den dirigerades för 13:e gången gången av Willi Boskovsky. Det var den nionde nyårskonserten vars 2:a del sändes på TV via Eurovision. Det sändes också för andra gången på Intervision, TV-föreningen för de tidigare socialistiska staterna.

## Historia

### Allmän bakgrund
Strikt räknat var det Wienerfilharmonikernas 22:e nyårskonsert, eftersom det inte var förrän 1946 som Josef Krips introducerade denna titel, som behölls 1947 och därefter. Dessutom var det den 28:e Årsskifteskonserten, för vid årsskiftet 1939/40 gavs det en Außerordentliches Konzert (extraordinär konsert) av Wienerfilharmonikerna, som dock ägde rum på nyårsafton 1939. Från 1941 dirigerades den av Clemens Krauss, med undantag för åren 1946 och 1947 då Krauss förbjöds att dirigera på grund av sin närhet till nazistregimen och ersattes av Josef Krips.
Efter Clemens Krauss död 1954 valdes Willi Boskovsky enhälligt av orkestermedlemmarna till positionen som permanent dirigent för nyårskonserten, som han dirigerade för första gången 1955 (och fram till 1979). Willi Boskovsky är ihågkommen för att han dirigerade om inte hela, så åtminstone stora delar av konserten (mestadels valserna), med violinstråken och fiolen vilande på höften och upprepade gånger med sitt fiolspel förmådde orkestern att anamma hans speciella spelstil
förde den till hakan för att överföra sin egen violinrelaterade fart till orkestern.
Enskilda musikstycken ackompanjerades av balettinspelningar. Medlemmar ur baletten i Wiener Staatsoper dansade och solisterna var Edeltraud Brexner, Susanne Kirnbauer, Karl Musil und Paul Vondrak. Koreografin gjordes av solistdansaren och balettmästaren Richard Nowotny.
En icke namngiven presentatör, som också medverkade i förtexterna, kommenterade för första gången de enskilda musikstyckena som framfördes.
En nyårshälsning i form av en affisch vecklades ut från orgelläktaren efter polkan Unter Donner und Blitz och innehöll samtidigt påminnelsen om att 1967 också var året för Wienerfilharmonikernas 125-årsjubileum. Detta jubileum betonades också av presentatören.

### 100-årsjubileum för premiären av valsenAn der schönen blauen Donau
Ett speciellt inslag i konserten, enligt "Wienerfilharmonikernas" publicerade program, skulle ha varit att valsen An der schönen blauen Donau av Johann Strauss den yngre skulle ha spelats två gånger av orkestern i samband med 100-årsjubileet av dess premiär den 15 februari 1867: Det skulle ha varit upptakten till den "officiella delen", dvs den 2:a delen av nyårskonserten, som det traditionella extranumret i slutet av nyårskonserten. Så blev emellertid inte fallet: som framgår av publiceringen av TV-inspelningen spelades den inte som extranummer. Det faktum att det klappades före den första takten i början av 2:a delen var förmodligen en nyhet, inledningen avbröts inte av applåder.
Med anledning av Donauvalsens 100-årsjubileum möts styrelsemedlemmarna i Wienerfilharmonikerna och Wiens manskör tillsammans med Willy Boskovsky i en fem minuter lång inledning för att se på originalpartituret (som kameran zoomar in på) och med ett glas champagne skåla för "100 år av Donauvalsen". Den (förinspelade) Champagner-Polka, (opus 211, av Strauss den yngre)), spelas av Wienerfilharmonikerna, dansas av baletten från Wiener Staatsoper och leder sedan sömlöst in i början av den faktiska nyårskonserten med Willy Boskovsky.
Efter framförandet av Donauvalsen uppträdde Wienerfilharmonikernas slagverkare, Franz Brošek, maskerad som Johann Strauss den yngre och fick en enorm gyllene lagerkrans till  publikens applåder.
Efter extranumret vecklades en affisch ut med texten: "125 år med Wienerfilharmonikerna – Skål 1967".

### TV-sändning
Den andra delen av nyårskonserten sändes på TV. Det var ett Eurovision-program gemensamt producerat av österrikiska ORF och schweizisk TV. 
Genom ett samarbete 1966 med Intervision – en institution jämförbar med Eurovision i dåtidens socialistiska länder – som ORF och även finsk TV tillhörde, sändes Wienerfilharmonikernas nyårskonsert till Tjeckoslovakien, Östtyskland och Polen. Rumänien, Sovjetunionen och Ungern, som 1966 sände programmet, valde 1967 att inte sända det.
Förutom i Österrike sändes programmet i Belgien, Västtyskland, Frankrike, Storbritannien, Italien, Nederländerna, Sverige, Schweiz, Finland, Norge, Spanien, Danmark, Luxemburg och Jugoslavien. Nya länder var Portugal och Irland. Totalt sändes det i 20 länder.

## Program

### 1:a delen
1. Johann Strauss den yngre: Ouvertyr till operetten Cagliostro in Wien
2. Josef Strauss: Verliebte Augen (Polka française), op. 271
3. Josef Strauss: Aus der Ferne (Polka Mazur), op. 270
4. Josef Strauss: Dynamiden (Vals), op. 173
5. Josef Strauss: Vélocipède (Schnellpolka (sic)), op. 259*
6. Johann Strauss den yngre: Wiener Bonbons (Vals), op. 307
7. Johann Strauss den yngre: Intågsmarsch ur operetten Der Zigeunerbaron, ohne op.

### 2:a delen
1. Johann Strauss den yngre: An der schönen blauen Donau (Vals), op. 314
2. Johann Strauss den yngre: Leichtes Blut (Polka schnell), op. 319
3. Johann Strauss den yngre och Josef Strauss: Pizzicato-Polka
4. Johann Strauss den yngre: Morgenblätter (Vals), op. 279
5. Johann Strauss den yngre: Tik-tak (Polka schnell), op. 365
6. Johann Strauss den yngre: Du und Du. (Vals), op. 367*
7. Johann Strauss den yngre: Csárdás ur operan Ritter Pásmán, op. 441 (upprepad med balett)
8. Johann Strauss den yngre: Tritsch-Tratsch-Polka (Polka schnell), op. 214
9. Johann Strauss den yngre: Perpetuum mobile (Musikalischer Scherz), op. 257

### Extranummer
1. Johann Strauss den yngre: Unter Donner und Blitz (Polka schnell), op. 325 (Ej med på det publicerade programhäftet,[7][8])
2. Johann Strauss den yngre: An der schönen blauen Donau (Vals), op. 314 (Enligt det publicerade programhäftet,[7] ej framfört som extranummer.)
3. Johann Strauss den äldre: Radetzkymarsch, op. 228

Verkförteckningen och verkens ordning finns på Wienerfilharmonikernas webbplats.
De verk markerade med * stod för första gången på programmet till en nyårskonsert.